# Juan Carlos Sistos
Juan Carlos Sistos (ur. 23 marca 1992 w Lázaro Cárdenas) – meksykański kierowca wyścigowy.

## Kariera

### Skip Barber
Sistos rozpoczął karierę w jednomiejscowych samochodach wyścigowych w 2006 roku w Skip Barber Mid Western Regional Series. W pierwszym sezonie stanął raz na podium i ukończył sezon ósmy. W kolejnym sezonie wystartował w kilku odłamach Skip Barber, jednak najwyżej był w BFGoodrich / Skip Barber National Presented by Mazda – jedenasty.

### Formuła 3
Już w pierwszym sezonie startów, w 2010 roku, pokazał się z dobrej strony w klasie narodowej Brytyjskiej Formuły 3. Z dorobkiem 1 zwycięstwa, 6 podium i 72 punktów uplasował się na najniższym stopniu podium. W 2010 roku Sistos wystartował jeszcze w European F3 Open z ekipą Emiliodevillota Motorsport. W ciągu 16 wyścigów raz stanął na podium i z dorobkiem 37 punktów ukończył sezon dziewiąty.
W kolejnym sezonie startów w hiszpańskiej serii odgrywał już jedną z pierwszoplanowych ról. Choć nie wygrał wyścigu, to w ciągu 16 startów trzykrotnie uplasował się na podium. Dało mu to w klasyfikacji miejsce tuż za podium. W sezonie 2012 zwycięstwo już było, jednak w innych wyścigach było dużo gorzej. Dlatego też Meksykanin ukończył sezon na 7 lokacie w klasyfikacji kierowców.

### Auto GP World Series
W sezonie 2012 Meksykanin wystartował w Auto GP World Series w roli kierowcy wyścigowego zespołu Zele Racig. Pojawił się on jednak tylko podczas rundy na torze Autódromo Internacional do Algarve. Z dorobkiem 2 punktów uplasował się w klasyfikacji końcowej na 23 pozycji.

## Statystyki
| Sezon     | Seria                                                | Zespół                           | Wyścigi | Zwycięstwa | PP | NO | Podium | Punkty | Pozycja |
| --------- | ---------------------------------------------------- | -------------------------------- | ------- | ---------- | -- | -- | ------ | ------ | ------- |
| 2006      | Skip Barber Mid Western Regional Series              | Formula 2000T                    | 2       | 0          |    |    | 1      | 36     | 8       |
| 2006/2007 | Skip Barber Southern Regional Series                 |                                  |         |            |    |    |        | 232    | 14      |
| 2007      | BFGoodrich / Skip Barber National Presented by Mazda |                                  | 12      | 0          | 0  | 0  | 0      | 247    | 11      |
| 2007      | Skip Barber Mid Western Regional Series              |                                  | 1       | 0          |    |    | 0      | 36     | 36      |
| 2007      | Panamska Formuła Renault                             |                                  | 3       | 0          | 0  | 0  | 0      | 0      | NS      |
| 2008      | Latam Challenge Series                               | Megaracing Motorsport            | 14      | 0          | 0  | 0  | 1      | 96     | 9       |
| 2008      | Renault Clio Cup Mexico                              |                                  |         |            |    |    |        | 26     | 16      |
| 2009      | PartyPoker Euroseries 3000                           | Bull Racing                      | 13      | 0          | 0  | 0  | 0      | 14     | 8       |
| 2009      | Formula 2000 Light Italy Winter Trophy               | Facondini Motorsport             | 2       | 0          | 0  | 0  | 0      | 24     | 11      |
| 2010      | European F3 Open                                     | Emiliodevillota Motorsport       | 16      | 0          | 0  | 1  | 1      | 37     | 9       |
| 2010      | Brytyjska Formuła 3 – klasa narodowa                 | Motul Team West-Tec              | 6       | 1          | 0  | 0  | 6      | 72     | 3       |
| 2011      | European F3 Open                                     | Emiliodevillota Motorsport       | 16      | 0          | 0  | 2  | 3      | 74     | 4       |
| 2011      | Włoska Formuła Renault                               | Team Costa Rica/Facondini Racing | 4       | 0          | 0  | 0  | 0      |        | 27      |
| 2011      | Spanish Prototype Open Championship – Proto 1        | Radical Espana                   | 2       | 1          | 0  | 0  | 1      | 44     | 11      |
| 2012      | European F3 Open                                     | RACE                             | 14      | 1          | 1  | 0  | 1      | 87     | 7       |
| 2012      | Auto GP World Series                                 | Zele Racing                      | 2       | 0          | 0  | 0  | 0      | 2      | 23      |
| 2012      | European F3 Open (edycja zimowa)                     | EmiliodeVillota.com              | 1       | 0          | 0  | 0  | 0      | 0      | NS      |